# Analía Almeida
Analía Almeida  (19 de agosto de 1985) es una exfutbolista argentina que jugaba como delantera. Integró la selección de Argentina en los Juegos Olímpicos de Verano de 2008 y en la Copa Mundial Femenina de Fútbol de 2007. También jugó en San Lorenzo de Almagro.

## Selección nacional

### Participaciones en Copas del Mundo
| Torneo               | Sede  | Resultado    | Partidos | Goles | Asistencias |
| -------------------- | ----- | ------------ | -------- | ----- | ----------- |
| Copa Mundial de 2007 | China | Primera fase | 3        | 0     | 0           |